# 7950 Berezov
7950 Berezov este un asteroid din centura principală de asteroizi.

## Descriere
7950 Berezov este un asteroid din centura principală de asteroizi. A fost descoperit pe 28 septembrie 1992 la Observatorul de Astrofizică din Crimeea de Liudmila Juravliova. El prezintă o orbită caracterizată de o semiaxă mare de 3,10 ua, o excentricitate de 0,10 și o înclinație de 11,7° în raport cu ecliptica.